# Daniel Hernández Chambers
Daniel Hernández Chambers (Tenerife, 1972) es un escritor español de novelas para público infantil y juvenil.

## Biografía
Nació en 1972 en Tenerife, aunque pocos años después se mudó a Alicante. Tras licenciarse en Literatura Inglesa en la Universidad de Alicante vivió una temporada en Londres. Compagina la creación de sus propias obras narrativas con la traducción.
En 2004 su primer libro, La ciudad gris, fue finalista en el premio Gran Angular en 2004. Volvió a resultar finalista en el mismo premio en 2007 con El enigma Rosenthal, libro con el que quedó también finalista en el Premio Altea de las Artes- Novaltea en 2008.  En 2012 fue galardonado con el Premio Juvenil Everest que ganó con su obra Un fragmento de noche en un frasco. En 2016 obtuvo el Premio Ala Delta de Literatura Infantil, con la novela El secreto de Enola, y en 2017 el Premio Alandar de Literatura Juvenil, con Miralejos. En 2018 obtiene el del XXXVII Concurso de Narrativa Infantil Vila d’Ibi con la obra titulada La chica que coleccionaba sellos y el chico que esperaba un tren.

## Libros publicados
- la ciudad gris. Ediciones SM.[12]
- El lugar donde se detuvo el tiempo. Ediciones Toromítico.[13]
- El linaje de Alou. Publicaciones Edimáter.[14]
- El enigma Rosenthal. Algar Editorial.[15]
- La ciudad de la bruma. Versátil Ediciones.[16]
- Free lance. Tras la pista de Hoffel. Versátil Ediciones.[17]
- El códice Astaroth. Editorial Planeta.[18]
- Un fragmento de noche en un frasco. Editorial Everest.[19]
- Chelo Holmes, detective privado. Edebé.[20][21]
- Proyecto niebla. Kimera.[22][23]
- Yo me iré contigo. Edelvives.[24]
- El legado de Olkrann 1. La batalla de los dos reyes. Bruño.[25]
- El legado de Olkrann 2. El regreso del Dragón Blanco. Bruño.[26]
- La clase Monster, 1. La orquídea de los Tiempos. Algar.[27]
- El Legado de Olkrann 3. El Reino de las almas perdidas
- El Legado de Olkrann 4. La Segunda Guerra de la medianoche
- El secreto de Enola
- Miralejos
- Archipiélago de cuervos
- OJOS DE MEDIANOCHE Edelvives

## Traducciones[citarequerida]
- Molly Moon y el misterio mutante. Georgia Byng.
- Lexicón. Max Barry.
- Rostro de sangre. Robert Pobi.
- La canción del exilio. Kiana Davenport.
- Los crímenes del Big Ben. Y. S. Lee.
- Brujas de Nueva York. El clan Greene. Carolyn MacCullough.
- Más confesiones de Mina Hamilton. Kimberley Pauley.
- Diez. Gretchen McNeil.[28]